# 2007 no ciclismo
Cronologia do ciclismo
2006 no ciclismo - 2007 no ciclismo - 2008 no ciclismo
Os factos marcantes do ano de 2007 no ciclismo.

## Estação
- 22 de fevereiro : o Union Cycliste Internationale, em conflito com os organizadores das Grandes Voltas que têm negado a integrar o circuito ProTour desde o seu lançamento no fim de 2004, demanda por correio às equipas do ProTour convidadas a participar na Paris-Nice (de 11 a 18 de março) de não se inscreverem. Isto é um boicote que tenta de impor a instância internacional de estar motivada pela ausência da equipa belga-sueca Unibet.com, titular de uma licença ProTour, que, para o UCI, dá direito a uma qualificação automática.
- 26 de fevereiro : durante uma roda de imprensa dada em Hamburgo, o ciclista alemão Jan Ullrich, 33 anos, vencedor do Tour de France em 1997, anuncia que põe um termo à sua carreira.

- 3 de junho : o italiano Danilo Di Luca consegue a 90 edição do Giro d'Italia, partindo a 12 de maio de Caprera em Sardenha, ante o luxemburguês Andy Schleck (2.º) e seu compatriota Eddy Mazzoleni (3.º).
- 17 de junho : o francês Christophe Moreau consegue, aos 36 anos, o Critério do Dauphiné pela segunda vez da sua carreira, após a sua vitória de 2001, à saída da última etapa entre Valloire e Annecy.

- 29 de julho : o espanhol Alberto Contador consegue a 94.ª edição de um Tour de France mais que nunca salpicado por assuntos de dopagem com sobretudo a suspensão da formação cazaque Astana Pro Team bem como aquela do líder da Rabobank e então camisola amarela da volta Michael Rasmussen.

- 23 de setembro : o russo Denis Menchov da formação Rabobank consegue a 62.º Volta a Espanha em que não consegue uma única etapa.
- 30 de setembro : o italiano Paolo Bettini consegue o campeonato do mundo de ciclismo em estrada para o segundo ano consecutivo ante o russo Alexandr Kolobnev.

## Competições

### Temporada ProTour
- de março a outubro

### Grandes Voltas
- Tour de France :  Alberto Contador (Discovery Channel).
- Giro d'Italia  :  Danilo Di Luca (Liquigas).
- Volta a Espanha  :  Denis Menchov (Rabobank).

## Principais clássicos
- Milão-Sanremo :  Óscar Freire (Rabobank)
- Volta à Flandres :  Alessandro Ballan (Lampre-Fondital)
- Gante-Wevelgem :  Marcus Burghardt (T-Mobil)
- Paris-Roubaix :  Stuart O'Grady (CSC)
- Amstel Gold Race :  Stefan Schumacher (Gerolsteiner)
- Flecha Wallonne :  Davide Rebellin (Gerolsteiner)
- Liège-Bastogne-Liège :  Danilo Di Luca (Liquigas)
- Clássico de San Sebastián :  Leonardo Bertagnolli[1](Liquigas)
- Paris-Tours :  Alessandro Petacchi (Milram)
- Giro de Lombardia :  Damiano Cunego (Lampre-Fondital)

### Eventos
- Campeonato Mundial de Ciclismo em Estrada de 2007
- Campeonato Mundial de Ciclocross de 2007
- Campeonato Mundial de Ciclismo em Pista de 2007

## Principais campeões nacionais
- Alemanha : Fabian Wegmann
- Austrália : Darren Lapthorne
- Bélgica : Stijn Devolder
- Dinamarca :  Alex Rasmussen
- Espanha : Joaquim Rodríguez
- Estados Unidos : Levi Leipheimer
- França :  Christophe Moreau
- Grã-Bretanha : David Millar
- Itália : Giovanni Visconti
- Luxemburgo : Benoît Joachim
- Noruega :  Alexander Kristoff
- Países Baixos :  Koos Moerenhout
- Rússia :  Vladislav Borisov
- Suíça : Beat Zberg

## Principais óbitos
- 22 de julho : Jean Stablinski, ciclista francês (21 de maio de 1932)
- 22 de dezembro : Lucien Teisseire, Ciclistas franceses (11 de dezembro de 1919)

### Artigos relacionados
- UCI ProTour de 2007